# Semoigne
La Semoigne est un cours d'eau situé dans les départements de la Marne et de l'Aisne, en anciennes régions Champagne-Ardenne et Picardie, donc en nouvelle régions Grand Est et Hauts-de-France, et un affluent droit de la Marne, donc un sous-affluent du fleuve la Seine.

## Géographie
La Semoigne prend sa source sur le territoire de la commune de Romigny à 216 mètres d'altitude et parcourt 17 kilomètres avant de se jeter dans la Marne à Verneuil, à 65 m d'altitude. 

### Communes et cantons traversés

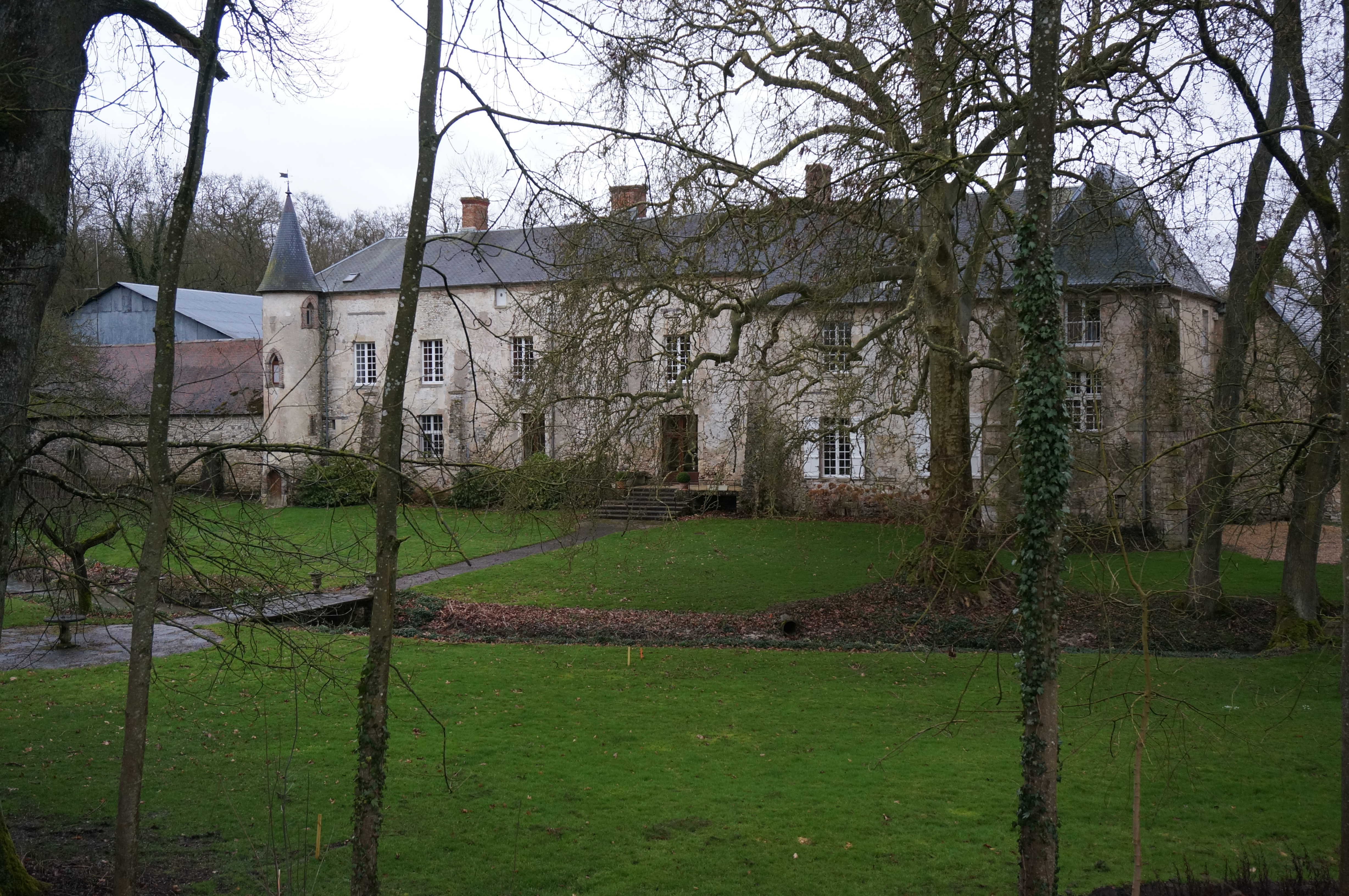
La Semoigne dans le parc du château de Villers-Agron-Aiguizy.

Dans les deux départements de l'Aisne et de la Marne, la Semoigne traverse successivement les six communes suivantes, de l'amont vers l'aval : Romigny (source), Aougny, Villers-Agron-Aiguizy (dans l'Aisne dans les Hauts-de-France), Sainte-Gemme, Passy-Grigny et Verneuil (confluence).
Soit en termes de cantons, la Semoigne prend source dans le canton de Dormans-Paysages de Champagne, traverse le canton de Fère-en-Tardenois conflue dans le même canton de Dormans-Paysages de Champagne, le tout dans les arrondissements de Reims, d'Épermnay et de Château-Thierry.

### Bassin versant
La Semoigne traverse une seule zone hydrographique « La Semoigne de sa source au confluent de la Marne (exclu) » (F615) de 92km2 de superficie. ce bassin versant est constitué à 80,72 % de « territoires agricoles », à 18,35 % de « forêts et milieux semi-naturels », à 1,54 % de « territoires artificialisés ».

## Affluents
La Semoigne a quatre tronçons affluents référencés :
- le ru de la Semoigne (rd[note 1]), 5 km sur les quatre communes de Vézilly, Villers-Agron-Aiguizy, Lagery et Aougny.
- le ruisseau de la Fontaine des Prés (rd) 1,7 km sur les deux communes de Sainte-Gemme et Passy-Grigny.
- le ruisseau de Champvoisy ou ruisseau de la Grange aux Bois (rd), 6,6 km sur les quatre communes de Sainte-Gemme, Passy-Grigny, Champvoisy et Goussancourt avec trois affluents :
  - le ruisseau des Cossines,
  - le ruisseau du Parc,
  - le ruisseau de la Chapelle.
- la Brandouille (rg), 4,3 km sur les quatre communes d'Olizy, Anthenay, Passy-Grigny, et Vandières avec un affluent :
  - le ru de Vandières, 3,3 km sur les trois communes d'Anthenay, Passy-Grigny, et Vandières.

Le rang de Strahler est donc de trois.

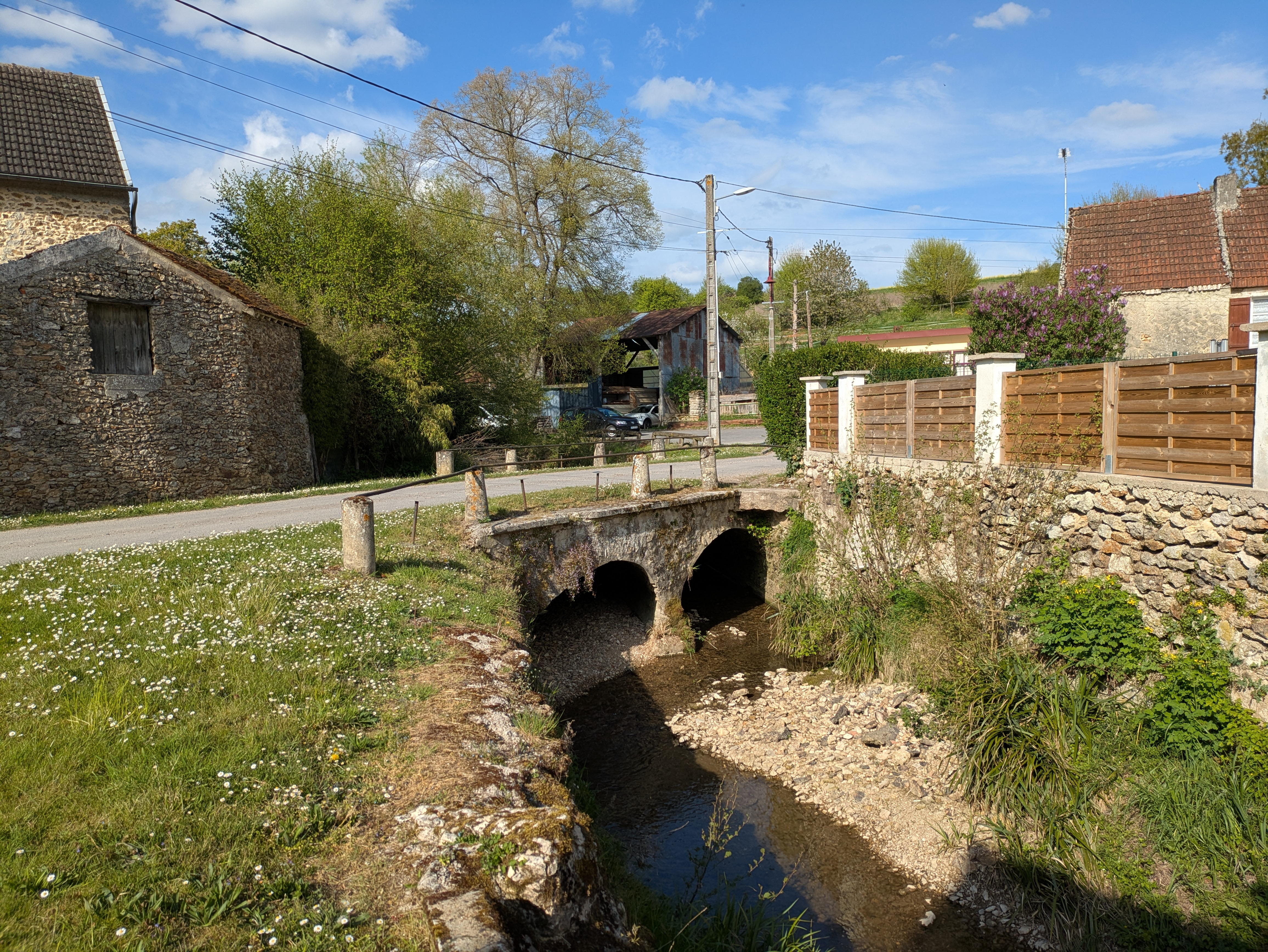
Le ruisseau de Champvoisy, dans le village du même nom.
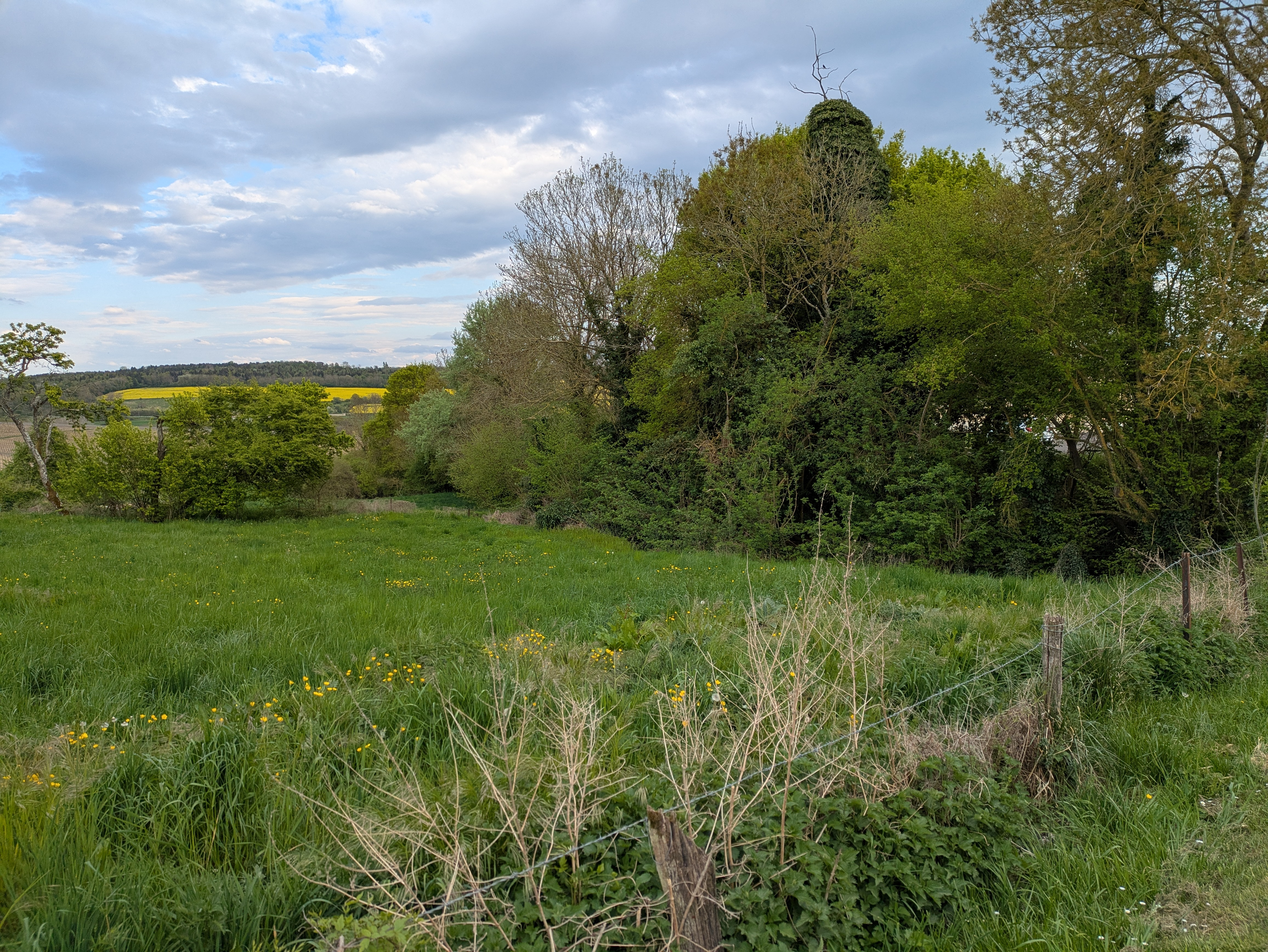
Le ruisseau de la Fontaine des Prés à Sainte-Gemme.

## Aménagements et écologie

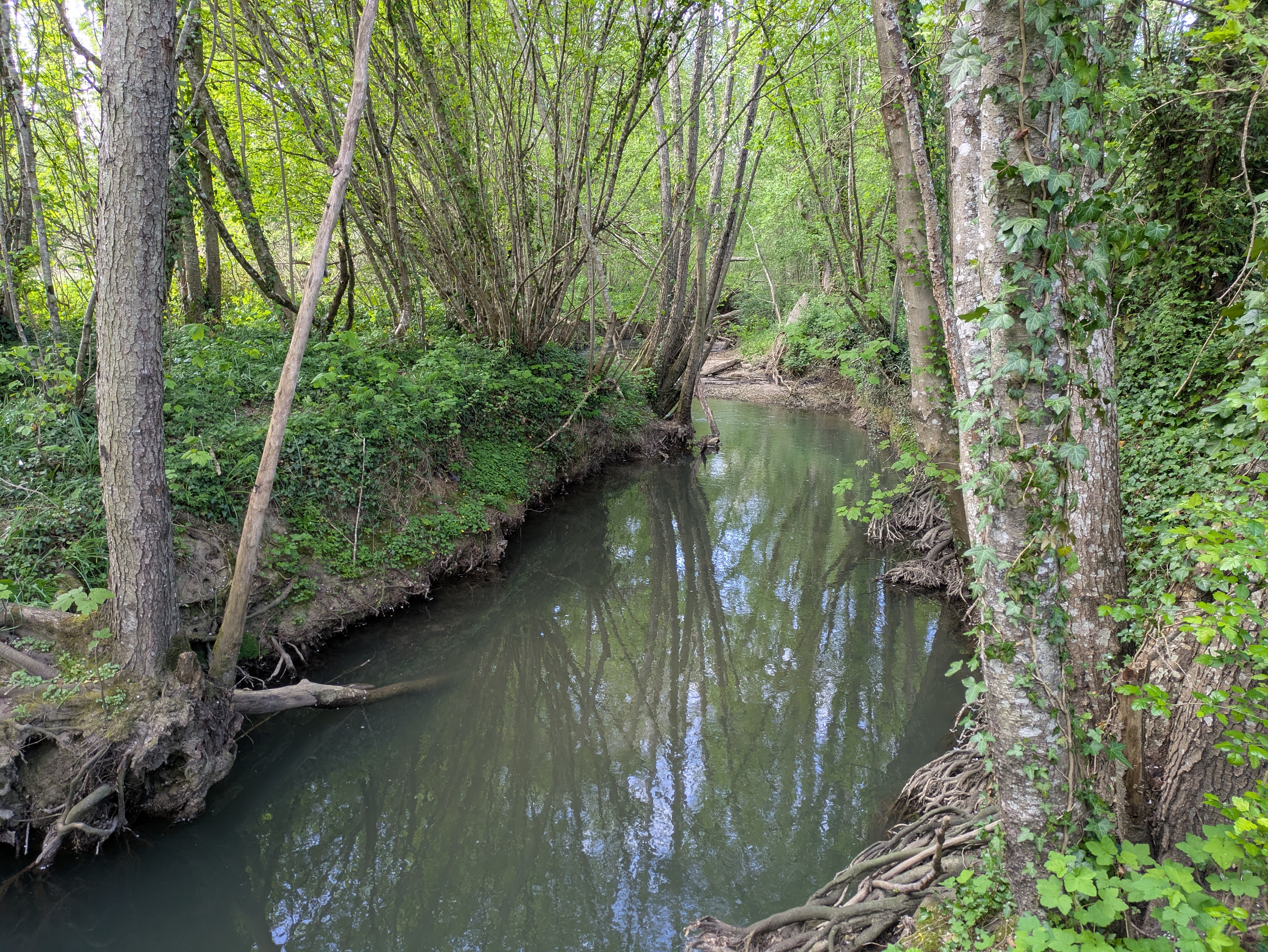
La Semoigne, à Passy-Grigny, dans la ZNIEFF « les bois de la vallée de la Semoigne à Passy-Grigny et Sainte-Gemme ».

La zone naturelle d'intérêt écologique, faunistique et floristique (ZNIEFF) de type I « les bois de la vallée de la Semoigne à Passy-Grigny et Sainte-Gemme » s'étend sur 89 hectares autour de la Semoigne et de son affluent le ruisseau de Champvoisy, entre les communes de Champvoisy, Passy-Grigny et Sainte-Gemme. Ses bois sont composés d'une chênaie-charmaie calcicole sur les pentes de la vallée, d'une forêt alluviale de type aulnaie-frênaie plutôt épargnée par la populiculture et, dans ses zones marécageuses, d'une aulnaie à grandes herbes (magnocariçaies, mégaphorbiaies et roselières). La zone comprend également des praires et des étangs piscicoles. Elle accueille plusieurs espèces végétales rares dans la région (l'anémone fausse-renoncule, la jacinthe des bois, l'orchis négligé, le perce-neige, la scille à deux feuilles) ainsi que de nombreux odonates, amphibiens et oiseaux.